# 文星站
文星站位于中华人民共和国四川省成都市双流区，是成都地铁8号线的一座地下车站，于2020年12月18日启用。文星站艺术主题为小提琴。本站因位于文星片区而得名，正式命名前曾使用工程名为“长城路站”。

## 车站结构
本站现为地下二层侧式站台车站。
| 地面                             | ·    | 出口A/B1/B2/C/D |
| 地下一层                         | 站厅 | 自助购票 客服中心 |
| 地下二层                         | 站台 | \| 側式 · 開右邊车门 · 无障碍卫生间 \| \| \| \| \| \| 8号线往桂龙路（川大江安校区） \| \| \| \| 8号线往龙港（莲花） \| \| 側式 · 開右邊车门 · 无障碍卫生间 \| \| \| |
| 側式 · 開右邊车门 · 无障碍卫生间 |      | |
|                                  |      | 8号线往桂龙路（川大江安校区） |
|                                  |      | 8号线往龙港（莲花） |
| 側式 · 開右邊车门 · 无障碍卫生间 |      | |

8号线曾规划自文星站引出支线前往双流机场，设置通关路站、航枢大道站（换乘30号线）和双流机场2航站楼站（换乘10号线、19号线）3座车站。为此，文星站进行了相应的规划和建设，设置了1个岛式站台和1个侧式站台。但在后续规划中，此支线被取消，并将原定与机场支线换乘的30号线调整延伸至双流机场2航站楼站（后来拆分为双流机场2航站楼东站）。由于此时8号线一期工程尚未开通，因此文星站站台布局做出相应调整，原岛式站台仅开放面对侧式站台的一侧乘车，另一侧设置了假墙，形成现在一对侧式站台布局。文星站因此成为8号线一期唯一一个侧式站台车站。

## 出入口
本站目前开放5个出入口。
|              |                                |                                          |      |
| 编号         | 设施                           | 指示                                     | 照片 |
|              |                                | 川大路二段、长城路一段、四川大学江安校区 |      |
| 出口 · B · 1 |                                | 川大路三段、长城路一段                   |      |
| 出口 · B · 2 |                                | 川大路三段                               |      |
| 出口 · C     | 无障碍电梯 无障碍卫生间 哺乳室 | 长城路二段、川大路三段、蜀龙街、蜀星路   |      |
| 出口 · D     |                                | 长城路二段、川大路二段、润园北街         |      |